# Rock progresivo mexicano
En México el rock progresivo tuvo su auge durante la década de los años 70 y sobre todo en los años 80.

## Historia
A comienzos de la década del 70 varias bandas de rock incursionaron parcialmente en el género, como; Nuevo Mexico ("Que ritmo" "A face in the rain, 1971, Polygram) El Ritual ("El Ritual", 1971), Luz y Fuerza ("We Can Fly", 1971), Toncho Pilatos, en su debut homónimo (1971), donde el rock ácido, toques de blues y hasta jazz se mezclan con la música folk mexicana, Los Dug Dug's, que ya transformados en trio comienzan con un cambio fundamental, acercarse fuertemente al rock progresivo, pero solo en su segunda placa "Smog" (1972) y Náhuatl (homónimo, 1974), donde algunas experimentaciones en su primer disco acercaron al grupo a movimientos progresivos interesantes en un par de cortes. 
A principios de 1971, la compañía discográfica Polygram decidió que el grupo Nuevo México cambiara de estilo, y al escuchar lo que serían las composiciones del siguiente disco L.P Hecho en Casa, procedieron al finiquito del contrato por no querer cambiar del rock original en español a las baladas gruperas o cumbias comerciales, Así que graban para otra compañía mexicana y entre 1971-1974 conciben su primer disco L.P. Hecho en Casa lo que sería la música más adelantada en su época grabada por músicos mexicanos y de esa producción escribe Federico Rubli Kaiser, en su libro Estremécete y rueda,184 “es una obra incomprendida en su época que pasó desapercibida, pero que en definitiva es una contribución seminal. Su valor es doble por un lado presenta composiciones de rock progresivo original y muy elaborado en español y por otro lado siembra el desarrollo del etno-rock, como un estilo experimental que combina elementos folklóricos-étnicos con rock progresivo. Siendo Nuevo México pionero en ese estilo". Así, el grupo Nuevo México pasa a ser la primera banda de rock progresivo de habla hispana en América, influenciando a músicos del mismo género en el extranjero como a Gurú gurú, Ammön Dühl de Alemania, entre otros connacionales. El grupo Nuevo México, Carlos Matta en la guitarra e incorporandoce mas adalante Jorge Reyes en la Flauta, preparan su  primer disco de rock netamente progresivo en el año 1973, llamado "Hecho en casa". En 1976, Nuevo Mexico, lanza al mercado su segunda producción, (Vinyl, Cassette y dos sencillos de 45 rpm), el disco "La Piramide" Vol. 2, Con fusión del folclor mexicano, instrumentación de cuerdas (Elias Breeskin), sintetizadores (Omar Jasso) y estilos de la época de los 70´s. 
A finales de los 70, los hermanos Suarez, Armando y Miguel forman el grupo Al Universo ("Viajero del Espacio", 1976), integrandoce en la guitarra Julio Espindola, mas adelante se integran Jorge Reyes junto con Mauricio Bielleto y Edgar Hernandez. Decibel ("El Poeta del Ruido", 1978) y Chac Mool ("Nadie en Especial", 1980). El grupo Krol Voldarepet Knac Didáctico integró esta corriente, aunque no se tienen registros del mismo. 
A finales de los 70 y en los años 80 se formaron otros grupos como Nobilis Factum ("Mutante", 1982), Iconoclasta (homónimo, 1983), Delirium ("El Teatro del Delirio", 1984), Praxis ("La Eternidad de lo Efimero", 1987). Cabe destacar al grupo de Rock originario de la Ciudad de Mexicali Cast ("Sounds of Imagination", 1994), quienes fueron reconocidos internacionalmente inclusive en países lejanos como Japón, pero en su país solo eran seguidos por un escaso público. Otros como Arturo Meza (No vayamos a irnos sin el mar, Venadito de sol y A la siniestra del padre) y el ex-Chac Mool Carlos Alvarado (en grupos como Via Láctea y Tony Rayola) incursionaron también en el género. También surgió una propuesta más cercana al Rock in Opossition y al jazz con Banda Elástica ("Banda Elástica 2", 1986).
A finales de los 90 y vigentes en la actualidad, surgen nuevas generaciones de músicos incursionando en el género y adaptando el sonido mediante fusiones con el jazz, la música tradicional mexicana y música académica; de los que destacan Cabezas de Cera ("Cabezas de cera", 2000), Gallina negra (Altiplano Central, 2016), Xochipilli, Alonso Arreola, La perra, Arteria, Komodo, Saena, El Retorno de los Brujos, Khan Karma, Templo Mayor ("Uxmal" 2003, "Eterno retorno" 2005). Ya en el siglo XXI surgen nuevas generaciones que vienen a renovar la escena con grupos como Lyrean, Ekos, El hombre astral.
En la última década se han publicado varios álbumes, entre otros, de los grupos El hombre astral ("Tierra", 2009), Luz de Riada ("Cuentos y fábulas", 2011), Govea ("Danza Urbana", 2012), Sonor-Am ("Soy Sonido" 2014), Parazit ("A Fractal Journey Of Light And Noise" 2012, "Amateur Radio in space" 2015), Tangerine Circus ("The conspirancy cronicles" 2015, "Urania" 2015), Gallina Negra ("Altiplano Central" 2016), In Abstrackto ("An Inevitable Momentum" 2016), Lyrean ("Manto estelar", 2017), Nimb ("Corvus Corax" 2018, Art Velmor ("36000ft" 2021), DonSr ("Red Sessions" 2021, "lesbiano Ideático" 2021, "Civiliza2" 2023).